# Yves Thériault
 (février 2025).
Si vous disposez d'ouvrages ou d'articles de référence ou si vous connaissez des sites web de qualité traitant du thème abordé ici, merci de compléter l'article en donnant les références utiles à sa vérifiabilité et en les liant à la section « Notes et références ».
Pour les articles homonymes, voir Thériault.
Œuvres principales
- Agaguk (1958)
- Ashini (1960)

Yves Thériault (Québec, 27 novembre 1915 - Rawdon, 20 octobre 1983) est un écrivain québécois. 

## Biographie
Issu d'un milieu modeste, sa famille déménage très tôt à Montréal, où il fait des études à l'école Notre-Dame-de-Grâce et au collège Mont-Saint-Louis. Mais à 15 ans, il est contraint d'abandonner ses études durant sa huitième année. Il exerce ensuite divers métiers : chauffeur de camion, vendeur de fromage et de tracteurs, trappeur. En 1934, à cause d'une maladie pulmonaire, il doit séjourner durant un an et demi au sanatorium du Lac-Édouard. 
De 1935 à 1940, il est annonceur sur plusieurs stations radiophoniques : CKAC à Montréal, CHNC à New Carlisle en Gaspésie, CHRC à Québec, CHLN à Trois-Rivières, CKCH à Hull, CJBR à Rimouski. Dès 1940, il écrit ses premiers sketches radiophoniques et, sous divers pseudonymes, d'innombrables « romans à dix sous ». 
Il publie ensuite ses premiers contes dans Le Jour, dirigé par Jean-Charles Harvey. En 1942, il devient scripteur et publicitaire à l'Office national du film. De 1945 à 1950, il est scripteur à Radio-Canada ; il continue, au cours des années suivantes, à collaborer à plusieurs séries radiophoniques à Radio-Canada. Durant toute sa carrière, il publie dans divers journaux et revues : Photo-Journal, Le Samedi, La Nouvelle Relève, Le Bulletin des Agriculteurs, Liaison, Amérique française, Gants du ciel, Le Devoir, La Patrie, Châtelaine, le périodique anglophone Maclean's, Le Nouveau Journal, Sept Jours, La Presse, Digeste Éclair, le journal indépendantiste Le Jour, Vidéo-Presse et Livre d'ici. 
Après la publication de Contes pour un homme seul (1944), il donne son premier roman La Fille laide (1950), où se perçoit l'influence de Balzac.
En 1950, il reçoit une bourse du gouvernement français qui lui permet de séjourner à Paris et en Italie. À la même époque, il est invité par le gouvernement soviétique au Festival international du film de Moscou, événement qu'il relatera dans Séjour à Moscou (1961). Il effectue aussi un tour du monde sur un cargo italien et plusieurs voyages en Europe. 
De 1953 à 1955, il adapte le roman Maria Chapdelaine de Louis Hémon en épisodes hebdomadaires pour la station radiophonique CKVL. 
De descendance montagnaise, il est nommé directeur des affaires culturelles au ministère des Affaires indiennes et du Grand Nord canadien à Ottawa de 1965 à 1967. Il a d'ailleurs écrit plusieurs œuvres portant sur les Autochtones du Québec, dont Agaguk (1958) et Ashini (1960). Agaguk est le roman pour lequel il est surtout connu et est un best-seller international que Jacques Dorfmann adapte au cinéma sous le titre Agaguk (Shadow of the Wolf) en 1992. Le roman connaît deux suites : Tayaout, fils d'Agaguk (1969) et Agoak, l'héritage d'Agaguk (1975).
Auteur prolifique, Thériault publie en carrière, outre une quarantaine de romans, près de trente ouvrages de littérature d'enfance et de jeunesse, plus de cent contes, récits et nouvelles, plus de cent textes radiophoniques, vingt télé-théâtres et enfin des dizaines d'articles, d'éditoriaux, d'essais et de chroniques publiés dans des revues et journaux.
Le recueil de nouvelles Oeuvre de chair est frappé d'interdiction dans les cégeps du Québec.
Il est le père de l'écrivaine Marie José Thériault et de Michel Thériault (1942-2000).
Après son décès en 1983, il est enterré au Cimetière Notre-Dame-des-Neiges, à Montréal. Le fonds d’archives Yves Thériault est conservé au centre d’archives de Montréal de Bibliothèque et Archives nationales du Québec.

## Œuvre

### Romans
- La Fille laide, Montréal, Beauchemin, 1950 ; réédition, Montréal, l'Actuelle, 1971 ; réédition, Montréal, Les Quinze, coll. « Présence », 1980 ; réédition, Montréal, Les Quinze, coll. « 10/10 », 1981 ; réédition, Typo no 43, 1994 ; réédition, Montréal, Éditions Le dernier havre, 2003
- Le Dompteur d'ours, Montréal, Cercle du livre de France, Montréal, 1951 ; réédition, Montréal, Les Éditions de l'Homme, 1965 ; réédition, Montréal, l'Actuelle, 1971 ; réédition, Montréal, Les Quinze, coll. « Présence », 1980 ; réédition, Montréal, Les Quinze, coll. « 10/10 », 1989 ; réédition, Typo no 129, 1998 ; réédition, Montréal, Éditions Le dernier havre, 2005
- Les Vendeurs du temple, Québec, Institut littéraire du Québec, 1951 ; réédition, Montréal, Les Éditions de l'Homme, 1964 ; réédition, Montréal, l'Actuelle, 1973 ; réédition, Montréal, Les Quinze, coll. « Présence », 1980 ; réédition, Montréal, Les Quinze, coll. « 10/10 », 1989 ; réédition, Typo no 99, 1995
- Aaron, Québec, Institut littéraire du Québec, 1954 ; réédition, Paris, Grasset et Québec, Institut littéraire du Québec, 1957 ; Montréal, Les Éditions de l'Homme, 1965 ; réédition, Montréal, l'Actuelle, 1971 ; réédition, Montréal, Les Quinze, coll. « Présence », 1980 ; réédition, Montréal, Les Quinze, coll. « 10/10 », 1981 ; réédition, Typo no 111, 1995 ; réédition, Montréal, Éditions Le dernier havre, 2006 ; aussi publié en anglais (parution automne 2007)
- Agaguk, Paris, Bernard Grasset, et Québec, Institut littéraire du Québec, 1958 ; réédition, Montréal, Les Éditions de l'Homme, 1966 ; réédition, Montréal, l'Actuelle, 1971 ; réédition, Montréal, Les Quinze, coll. « Présence », 1980 ; réédition, Montréal, Les Quinze, coll. « 10/10 », 1981 ; réédition (première édition intégrale), Montréal, Éditions Le dernier havre, 2006 ; aussi traduit en dix langues (anglais, allemand, serbo-croate, japonais, italien, tchèque, polonais, chinois, arabe, russe)
- Ashini, Montréal et Paris, Fides, 1960 ; réédition, Montréal, Fides, coll. « Le Nénuphar », 1968 ; réédition, Montréal, Fides, coll. « Bibliothèque québécoise », 1988 ; réédition, Montréal, Éditions Le dernier havre, 2006 ; aussi traduit en trois langues (anglais, arabe, russe)
- Amour au goût de mer, Montréal, Beauchemin, 1961 ; réédition, Montréal, Libre Expression, 1981
- Les Commettants de Caridad, Québec, Institut littéraire du Québec, 1961 ; réédition, Montréal, Les Éditions de l'Homme, 1966 ; réédition, Montréal, Les Éditions de l'Homme, 1966 ; réédition, Typo no 138, 1998 ; réédition, Montréal, Éditions Le dernier havre, 2006
- Cul-de-sac, Québec, Institut littéraire du Québec, 1961 ; réédition, Montréal, Les Éditions de l'Homme, 1968 ; réédition, Montréal, l'Actuelle, 1970 ; réédition, Montréal, Les Quinze, coll. « 10/10 », 1981 ; réédition, Typo no 119, 1997
- Le Grand Roman d'un petit homme, Montréal, Éditions du Jour, 1963
- Le Ru d'Ikoué, Montréal et Paris, Fides, 1963 ; réédition, Montréal, Fides, coll. « du Goéland », 1977 ; réédition, Saint-Laurent, Bibliothèque québécoise, 2001
- Les Temps du carcajou, Québec, Institut littéraire du Québec, 1965 ; réédition, Paris, Robert Laffont, 1966 ; réédition, Montréal, Les Éditions de l'Homme, 1969 ; réédition, Montréal, Les Quinze, coll. « 10/10 », 1982 ; réédition, Typo no 125, 1997
- L'Appelante, Montréal, Éditions du Jour, 1967 ; réédition, Montréal, Libre Expression, 1979
- Kesten, Montréal, Éditions du Jour, 1968 ; réédition, Montréal, Libre Expression, 1979
- Mahigan, récit, Montréal, Leméac, 1968 ; réédition, Montréal, Éditions Le dernier havre, 2004
- N'Tsuk, Montréal, Les Éditions de l'Homme, 1968 ; réédition, l'Actuelle, 1971 ; réédition, Typo no 136, 1998 ; aussi traduit en trois langues (anglais, arabe, italien)
- Antoine et sa montagne, Montréal, Éditions du Jour, 1969 ; réédition, Montréal, Libre Expression, 1980 ; réédition, Saint-Laurent, BQ, coll. « Littérature », 1995
- Tayaout, fils d'Agaguk, Montréal, Les Éditions de l'Homme, 1969 ; réédition, Montréal, l'Actuelle, 1971 ; réédition, Montréal, Les Quinze, coll. « 10/10 », 1981 ; réédition, Typo no 118, 1996 ; réédition, Montréal, Éditions Le dernier havre, 2008
- Le Dernier Havre, Montréal, l'Actuelle, 1970 ; réédition, Montréal, Les Quinze, coll. « 10/10 », 1982 ; réédition, Typo no 116, 1996
- Agoak, l'héritage d'Agaguk, Montréal, Stanké et Les Quinze, 1975 ; réédition, Montréal, Stanké coll. « 10/10 », 1981 ; réédition, Paris, L'Archipel, 1995 ; réédition, Montréal, Éditions Le dernier havre, 2008 ; aussi publié en anglais
- La Quête de l'ourse, Montréal, Stanké, 1980 ; réédition, Montréal, Éditions Le dernier havre, 2004
- Le Partage de minuit, Montréal, Québécor, coll. « Roman », 1980

### Romans signés Benoît Tessier
- La Fille farouche, Montréal, Éditions PJ no 469, 1957
- La Vampire au crépuscule, Montréal, Éditions PJ, coll. « Mon roman d'amour », no 514, 1958

### Recueils de contes ou de nouvelles
- Contes pour un homme seul (contes), L'Arbre, Montréal, 1944 ; réédition, Montréal, Éditions Hurtubise HMH, coll. « L'Arbre », 1982
- Le Vendeur d'étoiles et autres contes, Montréal et Paris, Fides, 1961 ; réédition, Montréal, Fides, coll. « Rêve et vie », 1967 ; réédition, Montréal, BQ, coll. « Littérature », 1995
- La Rose de pierre, Histoires d'amour (nouvelles), Montréal, Éditions du Jour, 1964 ; réédition, Montréal, Libre Expression, 1981
- L'Île introuvable (nouvelles), Montréal, Éditions du Jour, 1968 ; réédition, Montréal, Libre Expression, 1980 ; réédition, Montréal, BQ, coll. « Littérature », 1996
- Œuvre de chair (nouvelles), Montréal, Stanké, 1975 ; réédition, Montréal, VLB éditeur, 1982
- Valère et le Grand Canot (nouvelles), Montréal, VLB éditeur, 1981 ; réédition, Typo no 113, 1995
- L'Étreinte de Vénus (contes policiers), Montréal, Québécor, 1981
- La Femme Anna et autres contes, Montréal, VLB éditeur, 1981 ; réédition, Typo no 130, 1998
- L'Herbe de tendresse (nouvelles), Montréal, VLB éditeur, 1983 ; réédition, Typo no 115, 1996
- Cap à l'amour!, Outremont, VLB, 1990 ; réédition, Typo no 139, 1998

### Littérature d'enfance et de jeunesse
- La Vengeance de la mer, Montréal, Pierre Dior/Les publications du lapin, coll. « du petit livre populaire », 1951
- La Revanche du Nascopie, Montréal, Éditions Beauchemin, coll. « Aventure et fantaisie », 1959
- Alerte au camp 29, Montréal, Éditions Beauchemin, coll. « Aventure et fantaisie », 1959
- La Loi de l'Apache, Montréal : Éditions Beauchemin, coll. « Les Ailes du Nord », 1960
- L'Homme de la Papinachois, Montréal : Éditions Beauchemin, coll. « Les Ailes du Nord », 1960
- Le Rapt du lac Caché, Montréal, Éditions Beauchemin, coll. « Les Ailes du Nord », 1962
- Nakika, le petit algonquin, illustré par Nicole Lapointe, Montréal, Éditions Leméac, coll. « Castor », 1962 (BNF 43439459)
- La Montagne sacrée, Montréal, Éditions Beauchemin, coll. « Les Ailes du Nord », 1962
- Maurice le moruceau, Montréal, Éditions Beauchemin, coll. « des contes d'Yves Thériault », 1963
- Nauya, le petit esquimau, Montréal, Éditions Beauchemin, coll. « des contes d'Yves Thériault », 1963
- Ti-Jean et le grand géant, Montréal, Éditions Beauchemin, coll. « des contes d'Yves Thériault », 1963
- Les Extravagances de Ti-Jean, Montréal, Éditions Beauchemin, coll. « des contes d'Yves Thériault », 1963
- Les Aventures de Ti-Jean, Montréal, Éditions Beauchemin, coll. « des contes d'Yves Thériault », 1963
- Avea, le petit tramway, Montréal, Éditions Beauchemin, coll. « des contes d'Yves Thériault », 1963
- Zibou et Coucou, Montréal, Éditions Leméac, coll. « Castor », 1964
- La Montagne creuse, Montréal, Lidec inc., coll. « Lidec-Aventures. Série Volpek » no 1, 1965 ; réédition, Montréal, Centre éducatif et culturel, coll. « Les Aventures de Volpek » no 1, 1980
- Le Secret de Mufjarti, Montréal, Lidec inc., coll. « Lidec-Aventures. Série Volpek » no 2, 1965 ; réédition, Montréal, Centre éducatif et culturel, coll. « Les Aventures de Volpek » no 2, 1981
- Les Dauphins de Monsieur Yu, Montréal, Lidec inc., coll. « Lidec-Aventures. Série Volpek » no 3, 1966 ; réédition, Montréal, Centre éducatif et culturel, coll. « Les Aventures de Volpek » no 3, 1981
- Le Château des petits hommes verts, Montréal, Lidec inc., coll. « Lidec-Aventures. Série Volpek » no 4, 1966 ; réédition, Montréal, Centre éducatif et culturel, coll. « Les Aventures de Volpek » no 4, 1981
- Le Dernier Rayon, Montréal, Lidec inc., coll. « Lidec-Aventures. Série Volpek » no 5, 1966 ; réédition, Montréal, Centre éducatif et culturel, coll. « Les Aventures de Volpek » no 5, 1982
- La Bête à 300 têtes, Montréal, Lidec inc., coll. « Lidec-Aventures. Série Volpek » no 6, 1967 ; réédition, Montréal, Centre éducatif et culturel, coll. « Les Aventures de Volpek » no 6, 1982
- Les Pieuvres, Montréal, Lidec inc., coll. « Lidec-Aventures. Série Volpek » no 7, 1968 ; réédition, Montréal, Centre éducatif et culturel, coll. « Les Aventures de Volpek » no 7, 1982
- Les Vampires de la rue Monsieur-le-Prince, Montréal, Lidec inc., coll. « Lidec-Aventures. Série Volpek » no 8, 1968 ; réédition, Montréal, Centre éducatif et culturel, coll. « Les Aventures de Volpek » no 8, 1982
- Cajetan et la taupe, Montréal, Éditions Paulines, coll. « Contes du pays » no 1, 1979
- Les aventures d'Ori d'Or, Montréal, Éditions Paulines, coll. « Boisjoli » no 3, 1979
- Popok, le petit Esquimau, Montréal, Éditions Québecor, coll. « Jeunesse », 1980
- L'Or de la felouque, Ville LaSalle, Éditions Hurtubise HMH, coll. « Jeunesse », 1981 ; réédition, Ville LaSalle, Éditions Hurtubise HMH, coll. « Atout » no 1, 1993
- Kuanuten, Montréal, Éditions Paulines, coll. « Jeunesse-Pop » no 43, 1981

### Théâtre
- Aaron, adaptation du roman homonyme en téléthéâtre sur les ondes de Radio-Canada, 23 avril 1958[5]
- Déclin, téléthéâtre présenté dans le cadre d'En première sur les ondes de Radio-Canada, 14 décembre 1958[6]
- Le Marcheur, Montréal, Leméac, coll. « Théâtre canadien » no 5, 1968 ; réédition, Montréal, Leméac, 1982 ; réédition, Montréal, SYT Éditeur, 1996
- Fredange, suivi de Les Terres neuves, Montréal, Leméac, coll. « Théâtre canadien » no 15, 1970

### Novélisations
- Le Drame d'Aurore l'enfant martyre (sous le pseudonyme de Benoît Tessier), Québec, Diffusion du livre, 1952 ; réédition, Montréal, Éditions Le dernier havre, 2005 - Novélisation du film La Petite Aurore, l'enfant martyre de Jean-Yves Bigras
- Valérie, Montréal, Les Éditions de l'Homme, 1969 - Novélisation du film Valérie de Denis Héroux

### Autres publications
- Roi de la Côte Nord : la vie extraordinaire de Napoléon-Alexandre Comeau. Naturaliste, médecin, franc-tireur, trappeur, photographe, pêcheur, cartographe, interprète, conseiller, navigateur, portageur, sage-homme, écrivain, chirurgien, sauveteur, télégraphiste, garde-chasse, visionnaire, autodidacte, Montréal, Les Éditions de l'Homme, 1960
- Séjour à Moscou, Montréal et Paris, Fides, 1961
- Si la bombe m'était contée, Éditions du Jour, Montréal, 1962
- La Mort d'eau, Montréal, Les Éditions de l'Homme, 1968
- Textes et documents, Montréal, Leméac, 1969
- La Passe-au-crachin, Montréal, Ferron éditeur, 1972 ; réédition, Sept-Îles, GRÉNOC, 2012
- Histoire de Lavaltrie en bref, Lavaltrie, R. Pelletier, 1972
- Le Haut Pays, Montréal, Ferron éditeur, 1973
- Moi, Pierre Huneau, Montréal, HMH, 1976 ; réédition, Montréal, Le dernier havre, 2006 (coffret comprenant un livre et 3 disques compacts; enregistrement intégral)
- Pierre Gilles Dubois, La Prairie, M. Broquet, coll. « Signatures », 1981
- Le Coureur de marathon, Montréal, Éditions Hurtubise HMH, 1983
- Yves Thériault se raconte - entretiens avec André Carpentier, Montréal, VLB, 1985
- Lettres à Yves Thériault, Montréal, Union des écrivains québécois, coll. « Cahiers de l'Union », 1985

## Filmographie

### Scénario
- 1970 : L'Initiation, film québécois réalisé par Denis Héroux, scénario original d'Yves Thériault

### Adaptation
- 1992 : Agaguk (Shadow of the Wolf), film français (tourné en anglais),  réalisé par Jacques Dorfmann, d'après le roman éponyme d'Yves Thériault

## Distinctions
- 1945 - trophée Laflèche du meilleur scripteur (Radio-Canada)
- 1950 - boursier du gouvernement français. Il refuse la bourse, qu'il considère insuffisante pour un séjour d'un an à l'étranger avec sa famille[4],[7].
- 1954 - 2e prix de la province de Québec pour Aaron, ex æquo avec [[Adrienne Choquette]] et [[Jean Filiatrault]][8]
- 1958 - prix de la province de Québec pour Agaguk, ex æquo avec [[Anne Hébert]]
- 1959 - élu membre de la Société royale du Canada
- 1961 - prix France-Canada (prix Québec-Paris) pour Ashini
- 1961 - prix Camille Roy pour Le Vendeur d'étoiles
- 1961 - hôte du gouvernement soviétique au Festival international du film de Moscou
- 1961 - Prix littéraires du Gouverneur général 1961 pour Ashini
- 1965 - président de la Société des écrivains canadiens
- 1971 - prix Molson pour l'ensemble de son œuvre
- 1976 - reçu officier de l'ordre du Canada
- 1977 - nomination à titre de membre d'honneur de l'Union des écrivaines et des écrivains québécois[9]
- 1979 - prix Athanase-David pour l'ensemble de son œuvre